# Район имени Габита Мусрепова
Район имени Габита Мусрепова (каз. Ғабит Мүсірепов атындағы аудан) — административная единица Северо-Казахстанской области Казахстана. Районный центр — село Новоишимское.

## География
По территории района протекают следующие реки: Ишим, Акканбурлык.

## История
Район образован 28 мая 1969 года как Куйбышевский район Кокчетавской области (райцентр переименован из гп Трудовой в пгт Куйбышевский).
2 мая 1997 года одновременно с принятием в состав территории упразднённых Рузаевского и Чистопольского районов переименован в Целинный район (райцентр переименован в посёлок Новоишимский). 3 мая 1997 года передан из состава упразднённой Кокшетауской области в состав укрупнённой Северо-Казахстанской области.
11 июня 2002 года переименован в район имени Габита Мусрепова, а райцентр преобразован в село и переименован в Новоишимское.

## Население
Национальный состав (на начало 2019 года):
- русские — 17 607 чел. (43,10 %)
- казахи — 13 398 чел. (32,80 %)
- украинцы — 4289 чел. (10,50 %)
- немцы — 2076 чел. (5,08 %)
- белорусы — 1038 чел. (2,54 %)
- татары — 651 чел. (1,59 %)
- азербайджанцы — 248 чел. (0,61 %)
- поляки — 273 чел. (0,67 %)
- ингуши — 215 чел. (0,53 %)
- чуваши — 104 чел. (0,25 %)
- мордва — 90 чел. (0,22 %)
- армяне — 97 чел. (0,24 %)
- башкиры — 143 чел. (0,35 %)
- другие — 621 чел. (1,52 %)
- Всего — 40 850 чел. (100,00 %)

## Административно-территориальное деление
Административно-территориальное деление района:
| Сельский округ/город          | Население, чел. (2009) | Населённые пункты                                                                                  |
| ----------------------------- | ---------------------- | -------------------------------------------------------------------------------------------------- |
| Андреевский сельский округ    | 2466                   | село Андреевка, село Жанасу, село Раисовка                                                         |
| Бирликский сельский округ     | 1192                   | село Бирликское, село Старобелка                                                                   |
| Возвышенский сельский округ   | 1162                   | село Брилевка, село Возвышенка, село Григорьевка, село Куйган, село Стерлитамак, село Чернозубовка |
| Дружбинский сельский округ    | 2460                   | село Володарское, село Дружба, село Целинное                                                       |
| Кокалажарский сельский округ  | 1155                   | село Кокалажар, аул Мадениет, село Сарыбулак                                                       |
| Кырымбетский сельский округ   | 756                    | село Кырымбет, село Сокологоровка,                                                                 |
| Ломоносовский сельский округ  | 2460                   | село Ломоносовка, село Ставрополка, село Степное, село Урожайное                                   |
| Нежинский сельский округ      | 3321                   | село Будённое, село Ефимовка, село Куприяновка, село Нежинка, аул Токсан би                        |
| Новоишимский сельский округ   | 11284                  | село Новоишимское                                                                                  |
| Новосельский сельский округ   | 2241                   | село Мукур, село Новосёловка, село Привольное                                                      |
| Рузаевский сельский округ     | 5993                   | село Берёзовка, село Золотоноша, село Рузаевка, село Сарыадыр, село Сивковка, село Чернобаевка     |
| Салкынкольский сельский округ | 597                    | село Салкынколь, село Токты                                                                        |
| Тахтабродский сельский округ  | 2281                   | село Ковыльное, село Литвиновка, село Привольное, село Рухловка, село Тахтаброд                    |
| Червонный сельский округ      | 1964                   | село Пески, село Узынколь, село Червонное                                                          |
| Чистопольский сельский округ  | 3334                   | село Гаршино, село Дубровка, село Князевка, село Симоновка, село Чистополье, село Ялты             |
| Шоптыкольский сельский округ  | 1046                   | село Большой Талсай, село Жарколь, село Конырсу, село Разгульное, село Шоптыколь                   |
| Шукыркольский сельский округ  | 853                    | село 15 лет Казахстана, село Караагаш, село Шукырколь                                              |

## Известные личности
- Алибеков, Исхак Алибекович (1908—1982) — заслуженный врач Казахской ССР, Герой Социалистического Труда.
- Голопятов, Семён Фёдорович (15.01.1913 — 8.12.1987) — кавалер ордена Славы трёх степеней
- Николаев, Василий Павлович (12.01.1920, уроженец села Рухловка — 28.12.2009) — Герой Социалистического Труда (Указ ПВС СССР от 23.06.1966 года).

## СМИ
- Песковское Телевидение
- Раисовское Телевидение
- Андреевское Телевидение

и другие…